# Фарамонд
Фарамонд (также известен как Фарамод, Фарамон или Фарамунд; V век) — мифический предок Меровингов.

## Биография

### Исторические источники

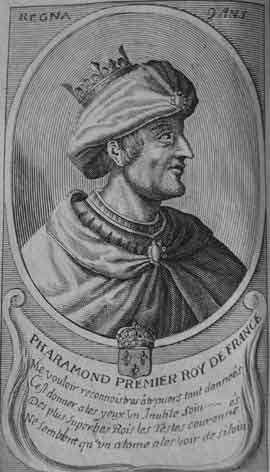
Король Фарамонд.

- В 727 году Фарамонд был упомянут в «Книге истории франков»: «Они покинули Сикамбрию, прибыли к лежащим на отдаленнейших [местах по] Рейну городам Германии и со своими предводителями Маркомиром, сыном Приама, и Сунно, сыном Антенора, поселились там; здесь жили они долгие годы. После смерти Сунно пришли они к заключению, последовав примеру остальных народов, выбрать себе короля. И Фарамир посоветовал им это, и, таким образом, они выбрали его сына, Фарамунда, своим королём с вьющимися волосами. <…> После смерти короля Фарамунда избрали они королём с вьющимися волосами его сына Хлодиона в государстве его отца[1]».

Автор этого труда, монах из аббатства Сен-Дени, под влиянием майордома Карла Мартелла писал таким образом, чтобы в первую очередь навредить репутации династии Меровингов. И именно он, таким образом, дал начало мифу о Фарамонде как об основателе королевской династии. После событий трёхсотлетней давности это первый источник, который называет Фарамонда королём франков.

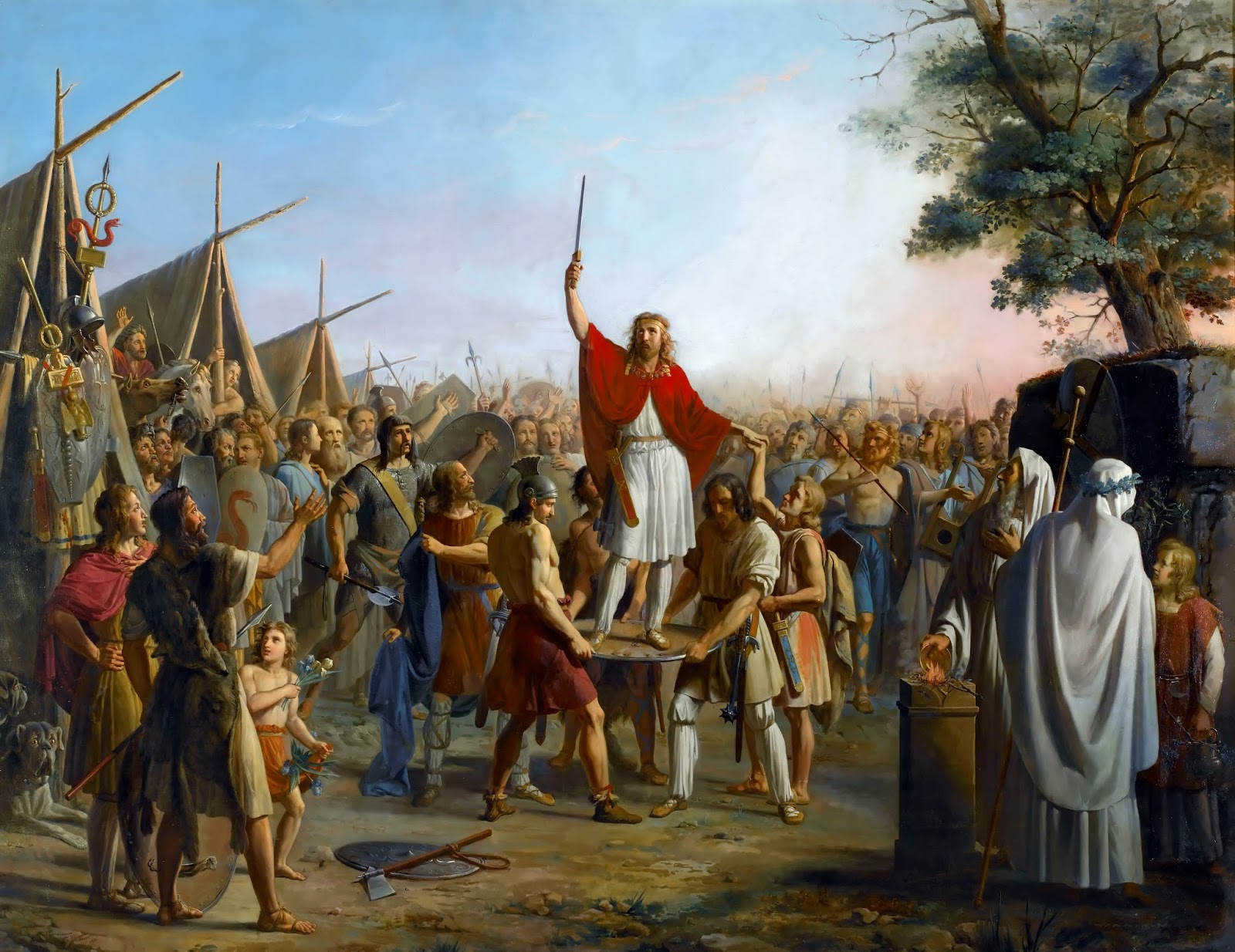
П. Ревой и М.-Ф. Жено. Поднятие Фарамонда франками на щите

- В начале XIII века легенду о троянском происхождении Фарамонда повторил в своих латинских «Деяниях Филиппа Августа, короля франков» монах Ригор из Сен-Дени.
- В середине XIII века её красочно изложил в своей старофранцузской «Рифмованной хронике» франкоязычный нидерландский хронист Филипп Мускес.
- В 1274 году её передал в своём старофранцузском «Романе королей» монах из Сен-Дени Примат, включив её в «Большие французские хроники» (Les Grandes Chroniques de France). Он написал, что Фарамонд, первый король франков, был потомком царя Приама и его жены Гекубы. Это был пересказ легенды, а не реальных исторических фактов. Мифическое происхождение от жителей Трои отражало желание хронистов и их заказчиков-королей найти создать связь между завоевателями-германцами, считавшимися варварами, и просвещённым античным миром.
- В 1281 году легендарную историю Фарамонда включил в свою старофранцузскую «Всемирную хронику» рыцарь из Геннегау Бодуэн д’Авен.

### Современные исследования
В «Книге истории франков» сообщается, что Фарамонд был сыном Маркомира и отцом Хлодиона, на основании чего его долго считали первым королём из династии Меровингов. Однако позже его существование было признано легендарным. Причина была следующая: автор «Книги истории франков» пересказал шесть первых книг Григория Турского, прибавив 21 новый факт, в том числе и имя Фарамонда. Однако он не знал историю V века, так как использовал единственный источник — хронику Григория Турского. Поэтому весьма сомнительно, что он смог спустя полтора века после этого хрониста открыть неизвестного предка династии Меровингов, в то время как Григорию Турскому эта персона была неизвестна.
В то же время имя «Фарамонд» было известно уже Григорию Турскому. В 592 году в своей «Истории франков» (Historia Francorum) он упоминал «исторического» Фарамонда: «Скончался также епископ города Парижа Рагнемод. И когда его брат, пресвитер Фарамонд, добивался епископского сана, некий торговец Евсевий, родом сириец, поднеся множество даров, был посажен на это место». Этот Фарамонд родился недалеко от Парижа и был парижским священником, братом епископа Рагнемода Парижского (епископ с 576 по 591 год). Епископ Рагнемод хотел, чтобы его брат унаследовал его сан. Однако в 591 году, после смерти епископа, Фарамонд позволил захватить епископский престол богатому сирийскому торговцу по имени Евсевий.

## В литературе
- В 1661 году французский романист Готье Ла Кальпренед посвятил ему свой роман «Фарамонд».
- В 1999 году писатель Юрий Никитин использовал события из жизни первых Меровингов в романе «Фарамунд».